# Arquidiócesis de Soltaniyeh
La arquidiócesis de Soltaniyeh (en latín: Archidioecesis Soltaniensis) fue una circunscripción eclesiástica de la Iglesia católica en el Ilkanato, actual Irán. Se trataba de una arquidiócesis latina, sede metropolitana de la provincia eclesiástica de Soltaniyeh. Fue suprimida en el siglo XIV, desde el siglo XV hasta 1926 fue una sede titular.

## Territorio y organización
La arquidiócesis extendía su jurisdicción sobre los fieles católicos de rito latino residentes en parte del Ilkanato.
La sede de la arquidiócesis se encontraba en la ciudad de Soltaniyeh, ubicada en la actual provincia de Zanyán.
La arquidiócesis tenía como sufragáneas a las diócesis de: Najicheván, Tabriz, Tiflis, Maraghe, Quilon, Samarcanda, Sebastopol de Abasgia (hasta 1333), Argionensis (¿Erzurum?) y Diargorgan.

## Historia
Desde la primera mitad del siglo XIII la Santa Sede, gracias a la mediación de franciscanos y dominicos, después de largos siglos recuperó el contacto con el Oriente cristiano. En 1265 se fundó un convento de dominicos en Cilicia (Anatolia). Anteriormente, el papa Gregorio IX (1227-1241) había enviado a ocho padres dominicos a Georgia, seguidos de intercambios de cortesía entre el papado y los gobernantes georgianos.
Las misiones latinas en estas tierras fueron favorecidas por los kanes mongoles, que dominaron todo el Medio Oriente desde Anatolia hasta Persia (Ilkanato), y por su tradicional tolerancia hacia la religión cristiana.
En este contexto, mediante la bula Redemptor noster de 1 de abril de 1318, el papa Juan XXII erigió la arquidiócesis de Soltaniyeh (correspondiente a la ciudad de Soltaniyeh en el norte del actual Irán) la capital de Ilkanate. Con esta bula, el papa erigió una segunda provincia eclesiástica en el vasto Imperio mongol, después de la de Janbalic (la "ciudad del kan", la futura Pekín, erigida en 1307), de la que hasta ese momento dependían todas las diócesis latinas erigidas en esos años en Asia. El dominico Francesco da Perugia fue designado como primer arzobispo, a quien el papa flanqueó con seis obispos sufragáneos, todos dominicos.
Aunque se conocen los nombres de los sufragáneos, los nombres de las sedes que ocuparon son inciertos. Los Provinciales de la época mencionan las sedes de Najicheván, Tabriz, Tiflis, Maraghe, que pueden ubicarse en Armenia o en el norte de Persia; tres diócesis ubicadas más allá de las fronteras de Ilkanato también pertenecían a la provincia eclesiástica: Quilon en la India, Samarcanda en el Kanato de Chagatai (hoy Uzbekistán), [Sebastopol en Chersonese Pontico (hoy Abjasia); y otras dos sedes: Argionensis (ubicación geográfica difícil) y Diargorganensis (correspondiente a Dehikerkan, el actual Azar Shahr en Azerbaiyán iraní).
A la consagración de Juan de Cori (1329) asistieron Giordano di Séverac, obispo de Quilon, y Tomás de Mancasola, obispo de Samarcanda; a los dos obispos el papa Juan XXII encomendó la tarea de conferir el palio al recién consagrado.
La arquidiócesis de Soltaniyeh desapareció con las invasiones de Tamerlán a finales del siglo XIV. De las sedes dominicas solo la de Najicheván sobrevivió hasta mediados del siglo XVIII.
Sin embargo, el título de Soltaniensis se siguió atribuyendo en algunas ocasiones como sede titular, hasta 1926, cuando fue suprimido.

## Episcopologio
- Francesco da Perugia, O.P. † (1 de agosto de 1318-? renunció)
- Guglielmo, O.P. † (6 de octubre de 1322-26 de octubre de 1324 nombrado arzobispo de Antivari)
- Giovanni di Cori, O.P. † (9 de agosto de 1329-?)
- Guglielmo, O.P. † (? falleció)
- Giovanni di Piacenza, O.P. † (9 de enero de 1349-? falleció)
- Tommaso, O.P. ? † (28 de febrero de 1368-? falleció)
- Domenico Manfredi, O.P. ? † (18 de agosto de 1388-?)
- Giovanni di Gallofonte, O.P. † (26 de agosto de 1398-?)
- Nicola de Roberti, O.P. † (24 de enero de 1401-?)
- Giovanni, O.P. † (12 de diciembre de 1423-? falleció)
- Tommaso Abaraner, O.P. † (19 de diciembre de 1425-? falleció)

### Sede titular
- Francisco de Salazar, O.F.M. † (12 de septiembre de 1548-?)
- Bernardino di Carmona † (10 de julio de 1551-?)
- Albert Bitter † (9 de octubre de 1922-19 de diciembre de 1926 falleció)